# Phyllanthus parvulus
Phyllanthus parvulus är en emblikaväxtart som beskrevs av Otto Wilhelm Sonder. Phyllanthus parvulus ingår i släktet Phyllanthus och familjen emblikaväxter.

## Underarter
Arten delas in i följande underarter:
- P. p. garipensis
- P. p. parvulus